# Room Service (álbum de Bryan Adams)
Room Service es un álbum de rock del cantante canadiense Bryan Adams publicado internacionalmente en 2004 y en los Estados Unidos lanzado al año siguiente. Room Service es el noveno álbum de estudio de Adams y el primero desde el disco de 1998 On a Day Like Today. "Open Road"fue el primer sencillo del álbum, seguido por "Flying", y "Room Service". En Estados Unidos se publicó un cuarto sencillo, titulado "This Side of Paradise". En el verano de 2005, "Open Road" se convirtió en el tema oficial de una serie dentro del programa de la ESPN SportsCenter 50 States in 50 Days.
"East Side Story" fue propuesta para el grupo Chicane para su álbum Easy To Assemble pero fue cancelada, a lo cual se le dio la canción a Adams y que a su vez este le dio diferente composición.
"Blessing In Disguise" fue un tema extra en Japón. "Friday Night in London" también apareció como tema extra en algunas ocasiones. Ambas canciones aparecieron como lado B en el disco del sencillo "Flying".

## Stripped
El trabajo de Room Service inició en 2002 y fue complementado en 2004. Otro álbum titulado Stripped fue también grabado por Adams pero no fue lanzado ya que Adams no estaba a gusto con las canciones. Stripped contenía las versiones acústicas de los temas publicados en el Room Service.

## Recepción
"Room Service" debutó como n.º 1 en la lista "Billboard Magazine's European chart". Alcanzó el n.º 4 en el Reino Unido y el n.º 2 en Canadá.

## Tour
El resultado de su gira fue sorprendente, con cada concierto totalmente vendido. El "Room Service Tour" empezó en 2004 y culminó en 2006. Bryan dio la vuelta alrededor del mundo tocando en países como India, Pakistán, y Vietnam. Adams se convirtió en el primer occidental en tocar en Pakistán, concretamente en Karachi, en 2006.

## Canciones
El disco se abre con la canción "East Side Story", que tiene como invitado en los coros a Chicane. La siguiente canción: This Side of Paradise, que fue publicada como cuarto sencillo en América. Esta es una canción en midtempo escrita por Bryan Adams y Gretchen Peters. La tercera canción es "Not Romeo Not Juliet": distinta de los otros temas, habla de dos amantes enfrentados. El cuarto tema "Flying" es el segundo sencillo y alcanzó la posición #39 en el chart de Reino Unido. El siguiente tema "She's A Little Too Good For Me" es la canción con más sonido hard Rrock en el disco. Continúa con el sencillo principal, "Open Road" es una de las canciones más conocidas de Adams y un tema clásico de repertorio actual de sus conciertos en vivo. La siguiente canción es la balada "I Was Only Dreamin'", que recibió críticas favorables. Bryan lanzó después la versión francesa de esta canción, en esta ocasión a dueto con Emmanuelle Seigner, titulada "Ce N'était Qu'un Rêve". 
Esta canción fue acreditada como el último trabajo en la industria musical de Michael Kamen. Las otras canciones son "Right Back Where I Started From" , "Nowhere Fast", "Why Do Ya Have To Be So Hard To Love" y los tracks extras "Blessing In Disguise" y "Friday Night In London". "Why Do Ya Have To Be So Hard To Love" está incluida en la versión norteamericana de Anthology. Adams dijo que la voz de esta canción es similar a la de "Please Forgive Me".

## Vídeos
El primer vídeo: "Open Road" recibió gran cobertura en televisión. Bryan daba entrevistas y promocionaba el álbum. En el vídeo Adams aparece atorado en el denso tráfico y abre el camino para manejar sobre el mismo. El segundo vídeo "Flying" se muestra Adams a sí mismo. Room Service fue el tercer vídeo y ofreció imágenes de Adams de su Concierto en Lisboa. El último vídeo grabado fue "This Side of Paradise". El vídeo mostraba a Adams y su banda interpretando la canción en escenario. Este vídeo recibió tuvo una gran acogida, generalmente en Estados Unidos, porque el sencillo solo fue publicado en ese país.

## Lista de canciones
- Bryan Adams coescribió todas las canciones; los escritores adicionales aparecen a continuación.

| N.º | Título                                                              | Escritor(es)        | Duración |  |
| 1.  | «East Side Story»                                                   | Peters, Bracegirdle | 4:45     |  |
| 2.  | «This Side of Paradise»                                             | Peters              | 3:50     |  |
| 3.  | «Not Romeo Not Juliet»                                              | Thornalley, Munday  | 3:37     |  |
| 4.  | «Flying»                                                            | Lange               | 4:04     |  |
| 5.  | «She's a Little Too Good for Me»                                    | Peters              | 2:37     |  |
| 6.  | «Open Road»                                                         | Kennedy             | 3:35     |  |
| 7.  | «Room Service»                                                      | Kennedy             | 2:53     |  |
| 8.  | «I Was Only Dreamin'»                                               | Peters              | 2:30     |  |
| 9.  | «Right Back Where I Started From»                                   | Kennedy             | 3:41     |  |
| 10. | «Nowhere Fast»                                                      | Peters, Ellofsson   | 3:48     |  |
| 11. | «Why Do You Have To Be So Hard To Love»                             | Peters              | 2:58     |  |
| 12. | «Blessing In Disguise (UK/Japan Bonus Track y Lado B del Sencillo)» | Peters              | 3:00     |  |

La versión de Estados Unidos no cuenta con el tema extra y "Room Service" es reemplazado por la versión del sencillo que solo duraba 3:06

## Personal
- Bryan Adams - Guitarra, Dobro, Armónica, Piano y Bajo
- Keith Scott - Guitarra
- Mickey Curry - Batería
- Norm Fisher - Bajo
- Gary Breit - Piano y Órgano
- Phil Thornalley - Productor Adicional, Guitarra y Teclados
- Yoad Nevo - Productor Adicional, Programador, Percusiones, Guitarra
- Declan Masterson - Silbato Irlandés en "Flying"
- Maurice Seezer - Acordeón y Piano en "Flying"
- Gavin Greenway - Arreglos de Cuerdas en "Flying"
- Michael Kamen - Arreglos en Cuerdas y Oboe en "I Was Only Dreaming"
- Ben Dobie, Avril Mackintosh, y Olle Romo - Editor de Protocolo
- The Pointless Brothers - Coros en "Flying"
- Bob Clearmountain - Mezclador
- Ben Dobie - Ingeniería
- Kirk McNally - Ingeniería